# Lac Débo
Le lac Débo (ou Dhébo) est un lac situé au centre du Mali, dans le delta central du Niger entre Mopti à environ 80 km en amont et Tombouctou à 240 km en aval. C'est le plus grand lac du Mali dont la superficie est étroitement liée aux crues de ses tributaires, que sont le Niger et le Bani, dont il constitue les zones naturelles d'expansion.

## Géographie

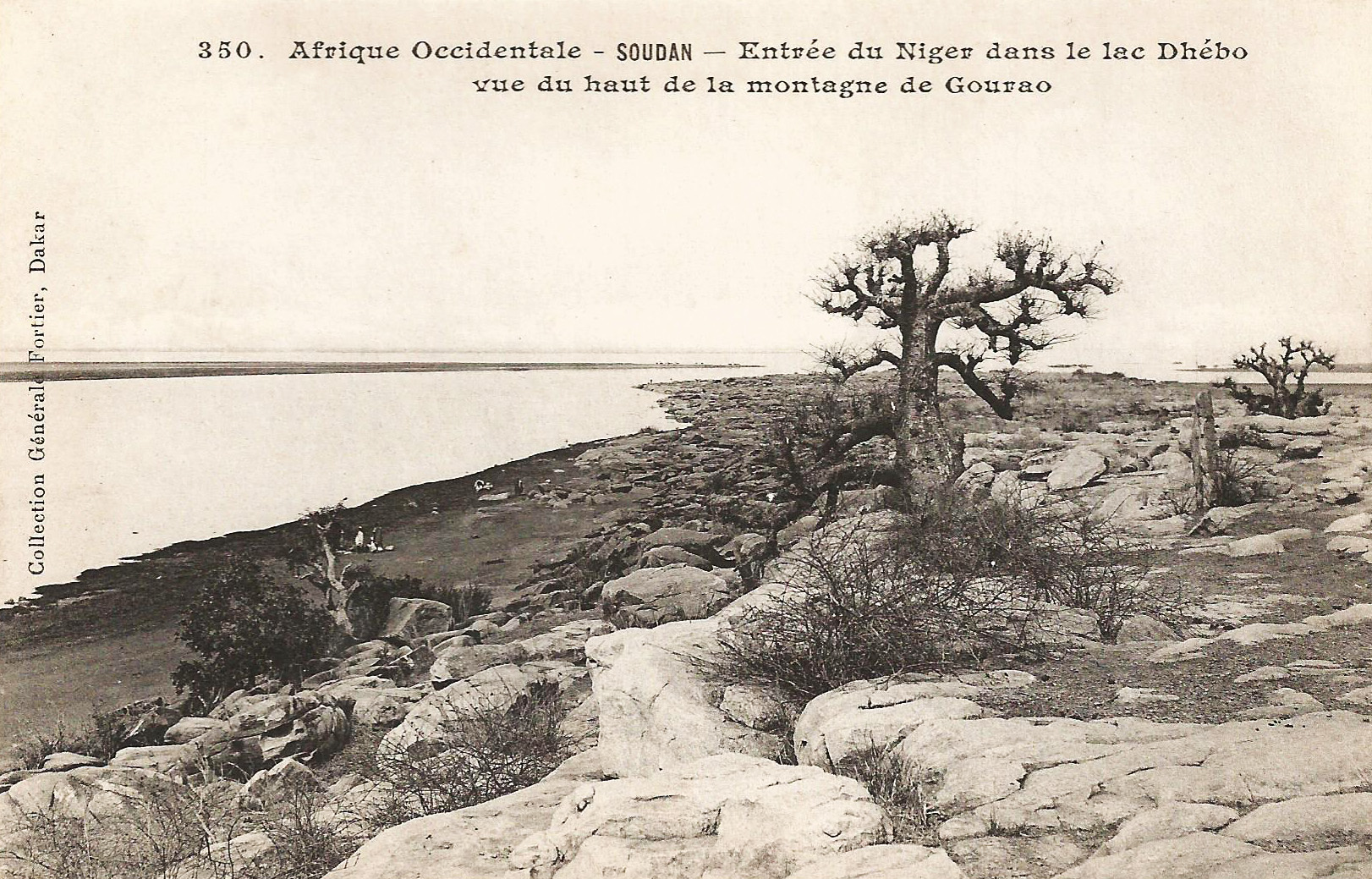
Entrée du Niger dans le lac Dhébo vue du haut de la montagne Gourao (phot. Fortier).

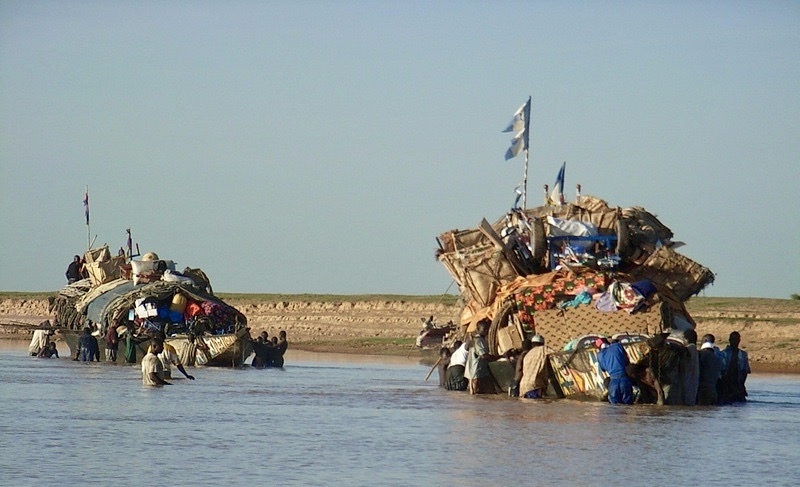
Transport en commun sur le lac (2006).

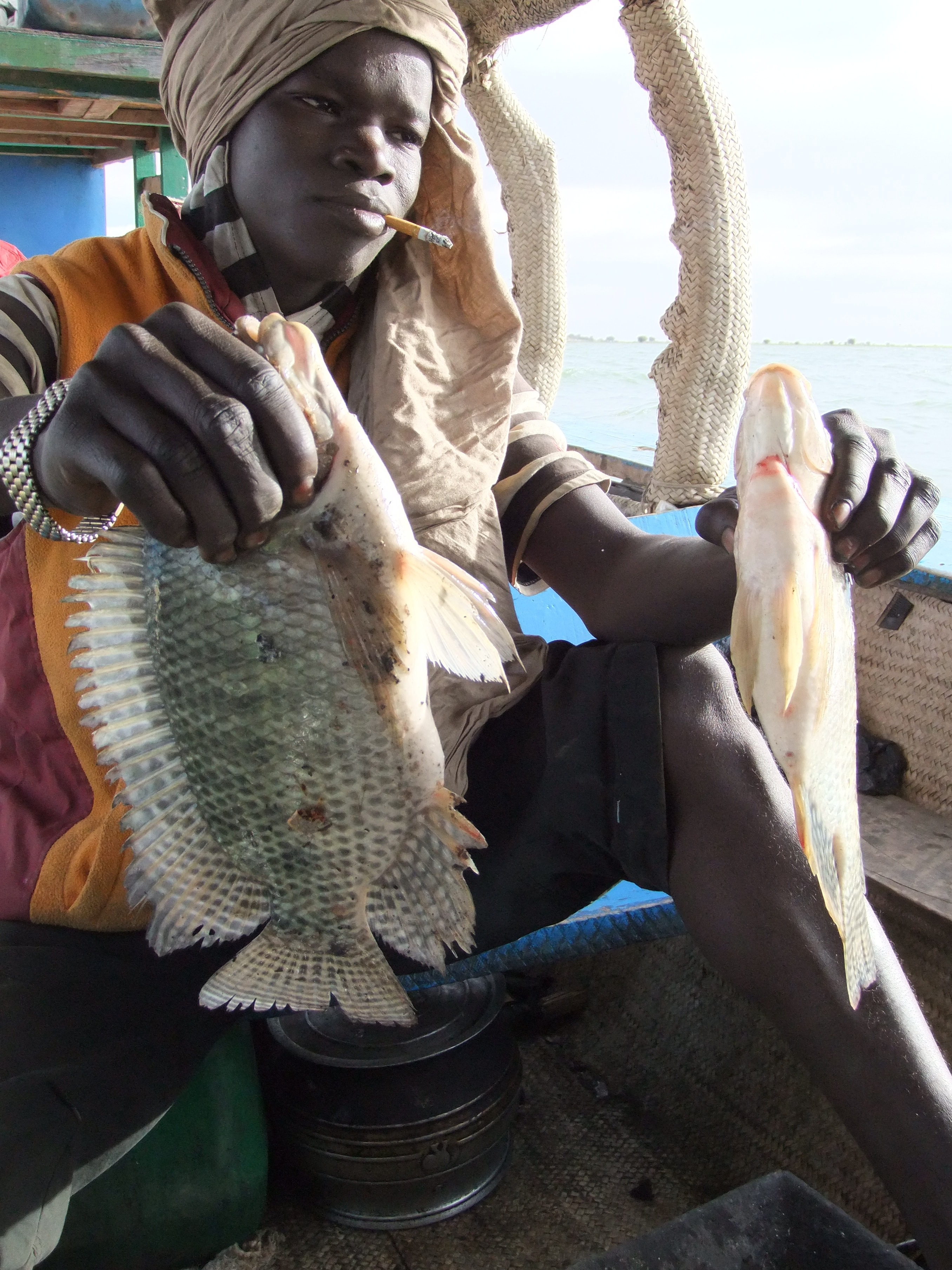
Poisson du lac.

Une partie de l'année, après les périodes de crues du Niger, le lac Débo communique pleinement avec le lac Oualado-Débo situé à deux kilomètres au sud.

## Activités
En période de crue du Niger et du Bani son affluent, le lac est un intense lieu de pêche pour l'ethnie bozo, et devient en période de décrue une zone où les bergers peuls viennent faire paître leurs troupeaux. Le lac Débo est un lieu d'hivernage très important des oiseaux migrateurs. Le lac est classé en tant que zone Ramsar (zone humide reconnue d’un intérêt international pour la migration des oiseaux d’eau).